# Paweł Wszołek
Paweł Wszołek, né le 30 avril 1992 à Tczew en Pologne, est un footballeur international polonais qui évolue au poste d'Milieu droit au Legia Varsovie.

## Biographie

### Polonia Varsovie
Wszołek fait ses débuts avec équipe de Polonia Varsovie le 13 novembre 2010, en tant que en remplaçant à la 72e minute Euzebiusz Smolarek avec une victoire de 3 buts à 1 face au Ruch Chorzów.
La saison 2011-12 voit Wszołek s'établir dans l'équipe première. Il fait sa première apparition de la saison, lors du match d'ouverture de la saison, dans lequel il remplace Pavel Šultes à la 77e minute, et réalise sa première passe décisive sur le but de Bruno Coutinho pour une victoire 1 but à 0 face au Lechia Gdańsk,. Le 18 septembre 2011, Wszołek effectue une passe décisive pour un but de Tomasz Jodłowiec contre le Legia Varsovie lors du derby de Varsovie, pour une victoire 2 buts à 1. Trois jours plus tard, le 21 septembre 2011, Wszołek marque un but et réalise une passe décisive, lors de la victoire 4 buts à 0 face au Ruch Radzionków en coupe de Pologne. Ce n'est que le 12 mars 2012, que Paweł Wszołek marque son premier but de championnat, lors d'une victoire 4-1 contre le Jagiellonia Białystok. Le 1er avril 2012, il effectue deux passes décisives lord de la victoire 3 buts à 0 face à Śląsk Wrocław. Lors du dernier match de la saison, Wszołek marque son deuxième but pour le club, pour un match nul 1 but partout contre Podbeskidzie Bielsko-Biała.
Durant la saison 2012-13, Wszołek a marqué huit buts toutes compétitions confondues face à Miedź Legnica dans lequel il a marqué un doublé, face à Lechia Gdańsk dans lequel il a été nommé dans l'équipe type de la 1re journée,, face à Wisła Cracovie dans lequel il a été nommé dans l'équipe type de la 3e journée,, face à Widzew Łódź, Zagłębie Lubin, Śląsk Wrocław et Bełchatów dans lequel il a été nommé dans l'équipe type de la 9e journée,. Lors de ce début de saison, Wszołek commence à attirer les intérêts des de Serie A et de Bundesliga comme Schalke 04 ou encore Hanovre 96, pour lequel il a failli quitté le club polonais. Cependant, le transfert échoue car il a omis de se présenter à la clinique médical. Malgré cela, Wszołek est resté au club et a continué à être régulier pour le reste de la saison, en marquant deux buts en championnat Ruch Chorzow et Podbeskidzie.
Avant la fin de la saison 2012-13, Wszołek souhaitant quitter le club, ce dernier dépose une demande à la Fédération polonaise de football pour résilier son contrat avec le Polonia Varsovie. Le 6 juin 2013, Wszołek résilie son contrat avec le club à la suite d'une intervention de la Fédération polonaise de football.

### Sampdoria Gênes
Après l'expiration de son contrat, Wszołek est en contact avec le club italien de la Sampdoria Gênes et le club polonais Lech Poznań. Le 15 juin 2013, Wszołek devait être un joueur de la Sampdoria, cependant, le transfert est devenu être incertain après qu'il a signé son contrat avec le club italien. Après une grande confusion, c'est finalement le 9 juillet 2013 que Wszołek rejoint la Sampdoria et la Serie A, en signant un contrat de quatre ans.
Wszołek fais ses débuts le 21 septembre 2013 en championnat contre Cagliari en jouant pendant 56 minutes avant d'être remplacé. Wszołek marque son premier but en championnat lors d'une défaite 5 buts à 2 contre Naples.
Lors de la période des transferts estival de la saison 2014-15, Wszołek a l'occasion de rejoindre Bologne, mais cela ne s'est pas produit. Wszołek se blesse, ce qui l’empêche de jouer jusqu’à la fin de l'année 2014. Bien qu'il ait été informé par le club qu'il allait être prêté, dans des clubs comme Mouscron ou Pescara, le départ de Wszołek ne s'est jamais produit et est resté au club pour le reste de la saison 2014-2015. Wszołek fait sa première apparition de la saison le 5 janvier 2015, lord d'une défaite 3 buts à 0 contre la Lazio. Dans le match contre l'Udinese le 10 mai 2015, Wszołek effectue une passe décisive sur l'un des quatre buts.

### Hellas Vérone
Le 31 août 2015, après avoir joué quatre fois au début de la saison pour la Sampdoria, le club accepte de prêter Wszołek à Hellas Vérone pour le reste de la saison.
Wszolek fait ses débuts avec le club, en tant que remplaçant, en jouant 35 minutes, lors de la défaite 2 buts à 1 contre la Lazio le 27 septembre 2015. Wszołek réalise une passe décisive pour Luca Toni, pour un match nul 1but partout contre Sassuolo le 20 décembre 2015. Quatre semaines plus tard, le 17 janvier 2016, il une autre passe décisive pour Giampaolo Pazzini, pour un match nul 1 but partout face à l'AS Rome. Lors de la 35e journée du championnat, malgré une victoire 2 buts à 1 face au Milan AC, Hellas Vérone est reléguée en Serie B.
Lors du dernier match de la saison, Wszołek reçoit un carton rouge à la 35e minute, le club perd sur le résultat 3 buts à 2 face à Palerme. Le 18 juillet 2016, sa suspension, initialement prévu à trois matches, a été réduite à un match.
Le 1er juillet 2016, Wszołek est transféré officiellement au club italien Hellas Vérone. Wszołek fait une apparition pour le club, en tant que dernier remplaçant, pour une victoire 1-0 sur Crotone.

### Queens Park Rangers
Wszołek est prêté au Queens Park Rangers, le 31 août 2016 pour une saison.
Wszołek fait ses débuts avec les Queens Park Rangers, lors d'une défaite 6 buts à 0 contre Newcastle United, où il joue pendant 72 minutes avant d'être remplacé. Dans le derby de Londres-Ouest contre Fulham le 1er octobre 2016, Wszołek réalise sa première passe décisive pour Conor Washington pour une victoire 2 buts à 1. Lors du match suivant, le 15 octobre 2016, Wszołek marque son premier but en championnat, pour un match nul 1 but partout contre Reading.

### Carrière internationale
En septembre 2012, Wszołek est appelé par l'équipe de Pologne pour la première fois. Wszołek fait ses débuts avec l'équipe nationale le 12 octobre 2012 lors d'un match amical contre l'Afrique du Sud, que la Pologne gagne 1 à 0. Lors de sa huitième participation avec l'équipe nationale le 26 mars 2016, contre la Finlande, Wszolek marque ses premiers buts, pour une victoire 5 buts à 0. Après le match, Wszołek déclare que marquer deux buts contre la Finlande est « le meilleur moment de sa carrière ».
Le 12 mai 2016, Wszołek est appelé par l'équipe nationale dans une liste de 28 joueurs en vue de l'Euro 2016. Cependant, Wszołek subi une blessure au coude lors d'un entrainement avec l'équipe nationale, mettant en doute la possibilité d'être inclus dans l'équipe de 23 joueurs polonais. À la suite de cela, Wszołek n'est pas inclus dans l'équipe des 23 joueurs en raison de la blessure. Par la suite Wszołek subit une intervention chirurgicale le rendant indisponible durant 3 mois.
Ce n'est que le 10 octobre 2016 que Wszołek réintègre l'équipe nationale depuis sa blessure, où il est venu en remplacement du joueur blessé Artur Jędrzejczyk, pour une victoire 2 buts à 1 face à l'Arménie.

## Carrière
| Saison                | Club                       | Championnat           | Championnat | Championnat | Coupe nationale | Coupe nationale | Coupe de la Ligue | Coupe de la Ligue | Compétition(s) continentale(s) | Compétition(s) continentale(s) | Compétition(s) continentale(s) | Pologne | Pologne | Total | Total |
| Saison                | Club                       | Division              | M.          | B.          | M.              | B.              | M.                | B.                | Comp.                          | M.                             | B.                             | M.      | B.      | M.    | B.    |
| 2010-2011             | Polonia Varsovie           | Ekstraklasa           | 7           | 0           | -               | -               | -                 | -                 | -                              | -                              | -                              | -       | -       | 7     | 0     |
| 2011-2012             | Polonia Varsovie           | Ekstraklasa           | 26          | 2           | 2               | 1               | -                 | -                 | -                              | -                              | -                              | -       | -       | 28    | 3     |
| 2012-2013             | Polonia Varsovie           | Ekstraklasa           | 27          | 7           | 2               | 3               | -                 | -                 | -                              | -                              | -                              | 4       | 0       | 33    | 10    |
| Sous-total            | Sous-total                 | Sous-total            | 60          | 9           | 4               | 4               | 0                 | 0                 | -                              | -                              | -                              | 4       | 0       | 68    | 13    |
| 2013-2014             | Sampdoria Gênes            | Serie A               | 19          | 1           | 2               | 0               | -                 | -                 | -                              | -                              | -                              | 3       | 0       | 24    | 1     |
| 2014-2015             | Sampdoria Gênes            | Serie A               | 6           | 0           | 1               | 0               | -                 | -                 | -                              | -                              | -                              | -       | -       | 7     | 0     |
| 2015-2016             | Sampdoria Gênes            | Serie A               | 2           | 0           | -               | -               | -                 | -                 | C3                             | 2                              | 0                              | -       | -       | 4     | 0     |
| Sous-total            | Sous-total                 | Sous-total            | 27          | 1           | 3               | 0               | 0                 | 0                 | -                              | 2                              | 0                              | 3       | 0       | 35    | 1     |
| 2015-2016             | Hellas Vérone (prêt)       | Serie A               | 26          | 0           | 1               | 0               | -                 | -                 | -                              | -                              | -                              | 1       | 2       | 28    | 2     |
| 2016-2017             | Hellas Vérone              | Serie B               | -           | -           | 1               | 0               | -                 | -                 | -                              | -                              | -                              | -       | -       | 1     | 0     |
| 2016-2017             | Queens Park Rangers (prêt) | EFL Championship      | 14          | 3           | 1               | 0               | 1                 | 0                 | -                              | -                              | -                              | 2       | 0       | 18    | 3     |
| Sous-total            | Sous-total                 | Sous-total            | 40          | 3           | 3               | 0               | 1                 | 0                 | -                              | -                              | -                              | 3       | 2       | 47    | 5     |
| Total sur la carrière | Total sur la carrière      | Total sur la carrière | 127         | 13          | 10              | 4               | 1                 | 0                 | -                              | 2                              | 0                              | 10      | 2       | 150   | 19    |

1. ↑  À partir de août 2015.
2. ↑  À partir de août 2016.